# 紅色戰爭計劃

| 國家                   | 顏色     |
| ---------------------- | -------- |
| 加拿大                 | 緋紅     |
| 英國本土               | 紅色     |
| 紐芬蘭                 | 紅色     |
| 印度                   | 紅寶石色 |
| 澳大利亞               | 猩紅色   |
| 新西蘭                 | 暗洋紅   |
| 愛爾蘭                 | 寶石綠   |
| 非計劃一部分的大英帝國 | 粉紅色   |

《紅色戰爭計劃》全稱《陸海軍聯合紅色戰爭計劃》，是美國於第二次世界大戰之前策劃的戰爭計畫，旨在規劃其對英國（即「紅色」勢力）進入戰爭狀態時的所需措施。此計劃論述了與英國進行一場戰爭的機會，並指出美國應該如何防守大西洋沿岸避免被英國軍隊從海路入侵。此計劃亦論述了美國在同時面對日本與英國入侵時的抗敵策略（美國針對日本的戰爭計劃為《橘色戰爭計畫》）。

## 概述
美國曾發動了1812年戰爭入侵加拿大，但在這次戰爭結束後雙方簽訂《根特條約》，回復戰前邊界。《紅色戰爭計劃》儼然成為了美國再次入侵加拿大的計劃。
《紅色戰爭計劃》曾是美國最大的軍事機密之一。此計劃是由美国陆军於1927開始草擬，於1930年由美国战争部长和美国海军部长批准通過，並於1934年至1935年期間作出修改。於1939年，第二次世界大戰爆發，因此致使美國決定停止更新此計劃，並將之保留。《紅色戰爭計劃》直至1974年才被撤銷機密。
戰爭計劃概述了當英國與美國之間爆發戰爭時，美國需要採取的行動。戰爭計劃指出英國將會憑藉其海軍實力而在戰爭早期佔得上風，並且很可能會利用其殖民地加拿大作為跳板，直接入侵美國。戰爭計劃亦指出若美國先發制人，那麼美國就能夠透過地理封鎖及經濟孤立擊敗英國。

## 戰爭計劃大綱

位於加拿大東部的海洋省份是美國首先需要奪取的戰略要地

《紅色戰爭計劃》首先指出了加拿大的地理、軍事資源和運輸網絡。之後，計劃提出了一系列美國可以先發制人的行動，而這些行動主要為在英國派遣的援兵到達加拿大前入侵加拿大邊境地區的一些主要港口和鐵路，以阻止英國援兵登陸及截斷加拿大的物資運送道路。
《紅色戰爭計劃》指出美軍一個重要行動為美國海陸軍聯合攻擊並佔領重要港口城市哈利法克斯，因為此舉能夠切斷加拿大與英國聯繫。當此行動成功後，美國便需要佔領加拿大尼亞加拉大瀑布附近的發電廠。隨後，計劃建議美軍開始兵分三路全面入侵加拿大。計劃建議美軍分別由佛蒙特州入侵蒙特利爾和魁北克市；由北達科他州入侵溫尼伯和其軍需站；以及由美國中西部入侵安大略省具戰略意義的鎳礦場。同時，美國海軍則需要佔領五大湖地區，並封鎖加拿大的大西洋和太平洋港口。

### 西半球以外沒有攻擊
與1939年至1941年間構思的彩虹戰爭計劃不同，《紅色戰爭計劃》沒有設想對西半球以外地區進行襲擊。這是因為英國在歷史上曾是一個強國，所以美國認為英國擁有一個規模龐大的軍隊和海軍。因此，美國計劃守住北美洲，並等到國力與英國相若時才正式入侵英國。美國亦認為擊敗英國在北美洲中最主要的殖民地加拿大會迫使英國求和。可是，《紅色戰爭計劃》沒有設想若加拿大保持中立，美國應如何攻擊英國。根據於美國海軍戰爭學院的兵棋推演所得出的結果，《紅色戰爭計劃》否決了攻擊英國航道或破壞英國海軍的行動。因此，主要的美國艦隊仍然會逗留在西半球中，並負責孤立加拿大的行動。
《紅色戰爭計劃》並沒有提及戰後歸還英國領土的問題。《紅色戰爭計劃》更指出美國將會把加拿大和英國的土地納入領土中，並與其餘殖民地達成和平協議。

## 延伸閱讀
- Holt, Thaddeus, "Joint Plan Red", in MHQ: The Quarterly Journal of Military History, Vol. 1 no. 1.

- Rudmin, Floyd W. (May 1993). Bordering on Aggression: Evidence of U.S. Military Preparations Against Canada. Voyageur Publishing. ISBN 0-921842-09-0

- Bell, Christopher M., “Thinking the Unthinkable: British and American Naval Strategies for an Anglo-American War, 1918-31”, International History Review, vol. XIX, no. 4 (November 1997), 789-808.

- Preston, Richard A. The Defence of the Undefended Border: Planning for War in North America 1867-1939. Montreal and London: McGill-Queen's University Press, 1977.

## 外部連結
- A Western Front Films Production in association with Brightside Films for Channel 5 America's Planned War On Britain: Revealed （页面存档备份，存于）